# Vorderasiatisches Museum Berlin
Le Vorderasiatisches Museum (en allemand : [ˈfɔʁdɐ.ʔaˌzi̯atɪʃəs muˈzeːʊm], litt. musée du Proche-Orient) est un musée archéologique situé à Berlin.

## Histoire
Le musée, établi au sous-sol de l'aile sud du musée de Pergame, abrite l'une des plus grandes collections d'art du Sud-Ouest asiatique. Quatorze salles réparties sur 2 000 mètres carrés de surface d'exposition présentent la culture de l'Asie du Sud-Ouest sur six millénaires.
Les expositions couvrent une période allant du sixième millénaire avant notre ère à l'époque des conquêtes musulmanes. Les objets de la collection proviennent notamment d'Iraq, de Syrie et du territoire de l'actuelle Turquie, avec des découvertes singulières d'autres régions. À partir des trouvailles néolithiques, la collection met l'accent sur des objets provenant de Sumer, de Babylone et d'Assyrie, ainsi que du Nord de la Syrie et de l'Anatolie orientale.
Les fouilles de villes d'importance historique comme Uruk, Shuruppak, Assur, Hattusha, Tell El Amarna, Tell Halaf (Guzana), Sam'al, Toprakkale et Babylone constituent la base de la collection du musée, complétée ensuite par des objets provenant de Nimroud, Ninive, Suse et Persépolis. Le musée présente des trouvailles issues des cultures de Sumer, d'Akkad, de Babylone, d'Assyrie, des Hittites et des Araméens. Ces découvertes sont souvent arrivées à Berlin via la Deutsche Orient-Gesellschaft.
En 1899 est créé le département du Moyen-Orient des Musées royaux. En 1929, il est provisoirement hébergé au musée de Bode et au musée de Pergame, où les collections sont accessibles au public depuis 1930. Pendant la Seconde Guerre mondiale, les pertes liées à la guerre ont été pratiquement nulles. Les œuvres d'art prises par l'Union soviétique ont été restituées à l'Allemagne de l'Est en 1958, mais l'essentiel des collections était déjà accessible au Vorderasiatisches Museum dès 1953.

## Collections
Les pièces remarquables de la collection sont la porte d'Ishtar et le chemin de procession de Babylone, les vestiges de la ville antique de Babylone, des parties du temple d'E-anna et le temple de Kara-indash à Inanna à Uruk.

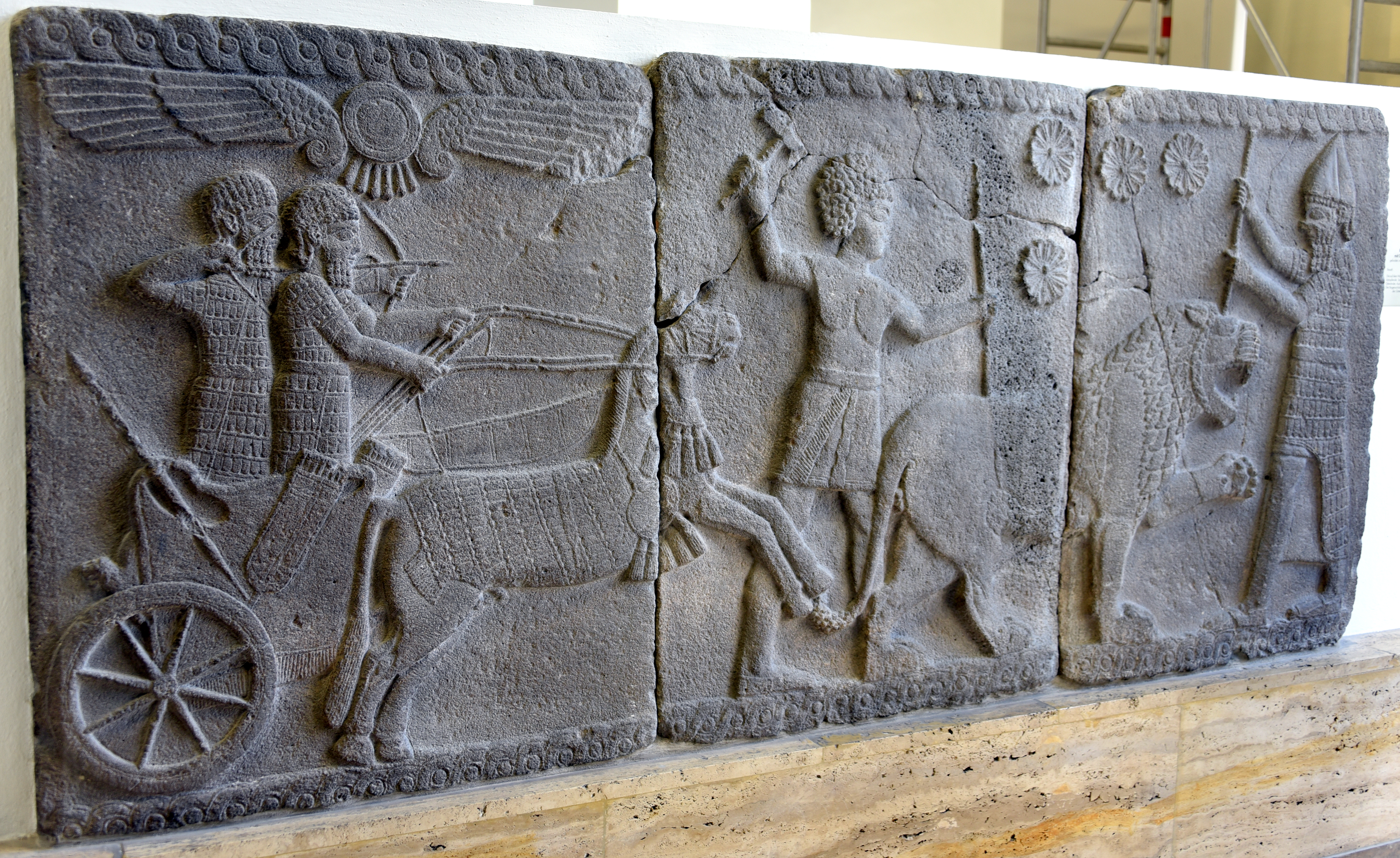
Lion hittite de Sakçagözü, Turquie. Basalte, vers 750 av. J.-C.
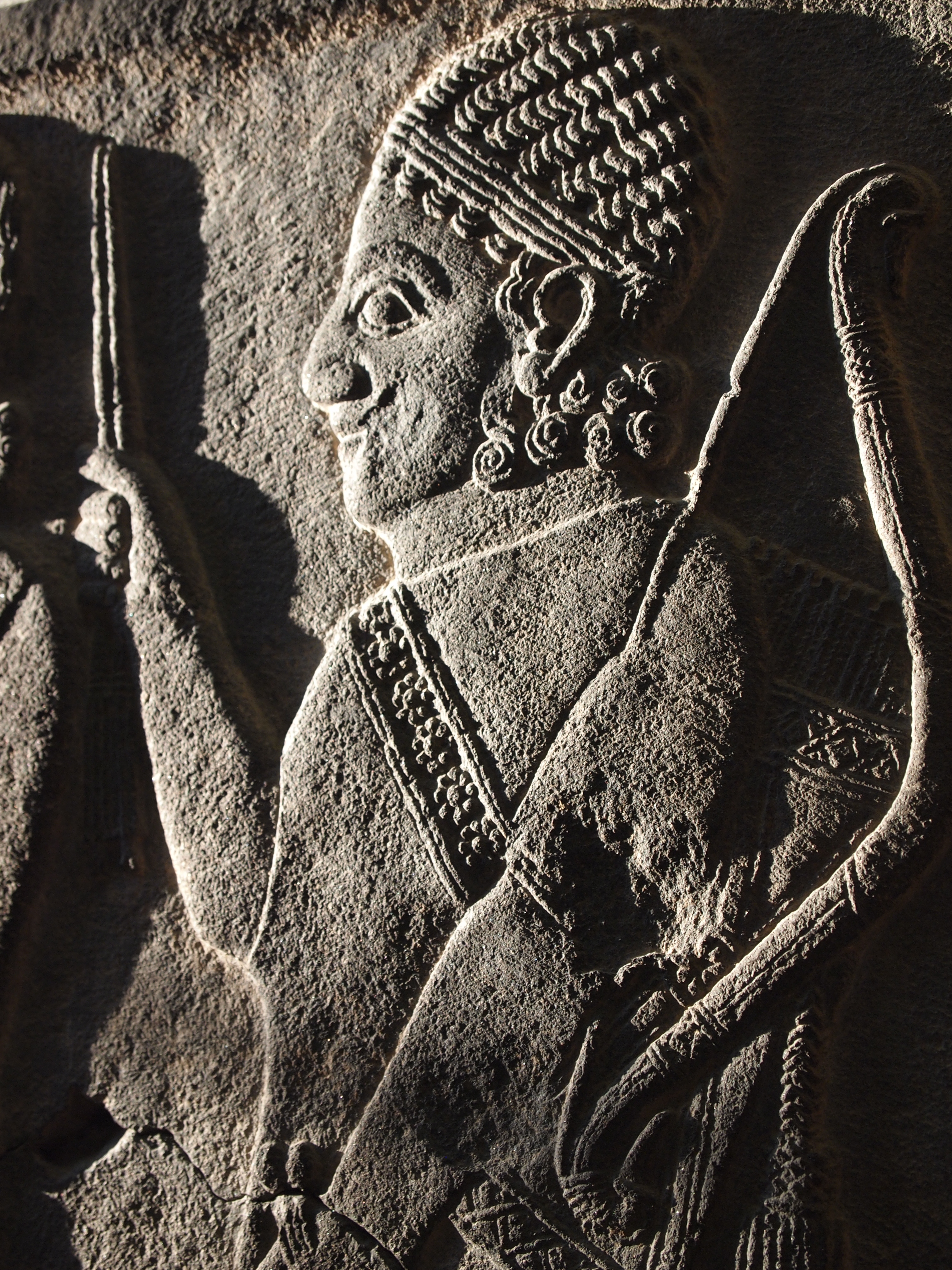
Relief d’un archer.

Le musée possède également un nombre important de sceaux-cylindres de l'Asie du Sud-Ouest, ainsi que des textes en écriture cunéiforme. Il contient plus de 200 lettres d'Amarna et le plus grand fragment (« Meissner ») (TVA 4105) de la tablette Sippar de l'épopée de Gilgamesh, qui inclut les conseils de Siduri, contrairement aux éditions ultérieures de l'épopée.

## Directeurs du musée
- Friedrich Delitzsch (1899-1918)
- Otto Weber (de) (1918-1928)
- Walter Andrae (1928-1951)
- Gerhard Rudolf Meyer (de) (1951-1977)
- Liane Jakob-Rost (1978-1990)
- Evelyn Klengel-Brandt (1990-1992, à titre provisoire)
- Evelyn Klengel-Brandt (1992-1998)
- Beate Salje (1998-2014)
- Markus Hilgert[1] (1er mars 2014 au 31 mai 2018)
- Lutz Martin (de) (directeur par intérim)
- Barbara Helwing, à compter du printemps 2019, elle assume la direction du musée[2].